# حوزه انتخابیه سلماس
حوزهٔ انتخابیه سلماس یکی از ۱۰ حوزه از حوزه‌های استان آذربایجان غربی برای انتخابات مجلس شورای اسلامی است. این حوزه به مرکزیت سلماس، ۱ نماینده دارد.

## نمایندهدوره دهم
شهروز برزگر کلشانی

## نمایندهدوره یازدهم
یعقوب رضازاده

## نمایندهدوره دوازدهم
یعقوب رضازاده

## پی‌نوشت و منبع
1. ↑  «نتایج انتخابات مجلس شورای اسلامی در آذربایجان غربی - اورنا نیوز». urnanews.ir. دریافت‌شده در ۲۰۲۴-۰۴-۰۱.

- «جدول حوزه‌های انتخابیه در انتخابات دهمین دورهٔ مجلس شورای اسلامی» (PDF). مرکز پژوهش و سنجش افکار صدا و سیما. بایگانی‌شده از اصلی (PDF) در ۵ اكتبر ۲۰۱۸. دریافت‌شده در ۲۵ ژوئن ۲۰۱۶. تاریخ وارد شده در |archive-date= را بررسی کنید (کمک)